# Uniwersytet Johannesa Gutenberga w Moguncji
Uniwersytet Johannesa Gutenberga w Moguncji, Uniwersytet Jana Gutenberga w Moguncji, Uniwersytet Johanna Gutenberga w Moguncji (niem. Johannes Gutenberg-Universität Mainz), skrótowo Uniwersytet w Moguncji, Uniwersytet Moguncki – niemiecki uniwersytet z siedzibą w Moguncji, jeden z najstarszych i największych w Niemczech. Założony został w roku 1477 przez arcybiskupa mogunckiego Teodoryka z Isenburga. Oferował naukę teologii, medycyny, prawa kościelnego, prawa rzymskiego oraz gramatyki, retoryki, dialektyki, arytmetyki, geometrii, astronomii i muzyki. Studiowało na nim wówczas około 200 studentów.
Uniwersytet zamknięto wskutek burzliwych wydarzeń związanych z rewolucją francuską. W 1792 francuska armia okupowała Moguncję; w 1793 miejscowi jakobini proklamowali tu republikę, która przetrwała cztery miesiące i została zlikwidowana przez władze pruskie. Francuzi ponownie okupowali Moguncję od 1797 do 1814. Zamknięto wówczas (w 1798) uniwersytet; jedynie wydział lekarski przetrwał do 1823.
Uniwersytet w Moguncji otwarty został powtórnie w roku 1946, z 2088 studentami, w nowej siedzibie na terenie dawnych koszar wojskowych, położonych na wzgórzu poza centrum miasta, przekształconych przez władze francuskiej strefy okupacyjnej w kampus uniwersytecki.
Obecnie kształci się tu około 32 tys. studentów. Uczelnia posiada wysoko zaawansowaną aparaturę badawczą, zwłaszcza w instytutach fizyki jądrowej i chemii jądrowej.
Uniwersytet w Moguncji utrzymuje bardzo dobre kontakty z nauką polską, regularnie zapraszając profesorów z Polski na wykłady gościnne. W ramach Instytutu Slawistyki oferowane są studentom również studia polonistyczne, jak również krótsze kursy z języka i kultury polskiej.
Od 2007 moguncka uczelnia wyróżnia się kolejną specjalnością: jest pierwszym niemieckim uniwersytetem, który produkuje internetowy program telewizyjny. Program ten przeznaczony jest dla nowo immatrykulowanych studentów i nazywa się ersti.tv (w tłumaczeniu pierwszacy.tv). Projekt powstał i jest nadawany ze studenckiej inicjatywy.

## Rektorzy i prezydenci
| - Josef Schmidt (1946–1947) - August Reatz (1947–1949) - Hellmut Georg Isele (1949–1951) - Kurt Galling (1951–1952) - Adolf Dabelow (1952–1953) - Arnold Schmitz (1953–1954) - Gottfried Köthe (1954–1956) - Johannes Kraus (1956–1957) - Friedrich Delekat (1957–1958) - Karl Schwantag (1958–1959) - Kurt Voit (1959–1960) - Arnold Schmitz (1960–1961) - Horst Falke (1961–1962) - Martin Schmidt (1962–1963) - Johannes Bärmann (1963–1964) - Hans Leicher (1964–1965) - Gerhard Funke (1965–1966) - Hans Rohrbach (1966–1967) - Adolf Adam (1967–1968) - Manfred Mezger (1968–1969) - Peter Schneider (1969–1974) | - Peter Schneider (1974–1980) - Manfred Harder (1980–1984) - Klaus Beyermann (1984–1990) - Jürgen Zöllner (1990–1991) - Josef Reiter (1991–2001) - Jörg Michaelis (2001–2007) - Georg Krausch (wybrany 1 kwietnia 2007) |  |

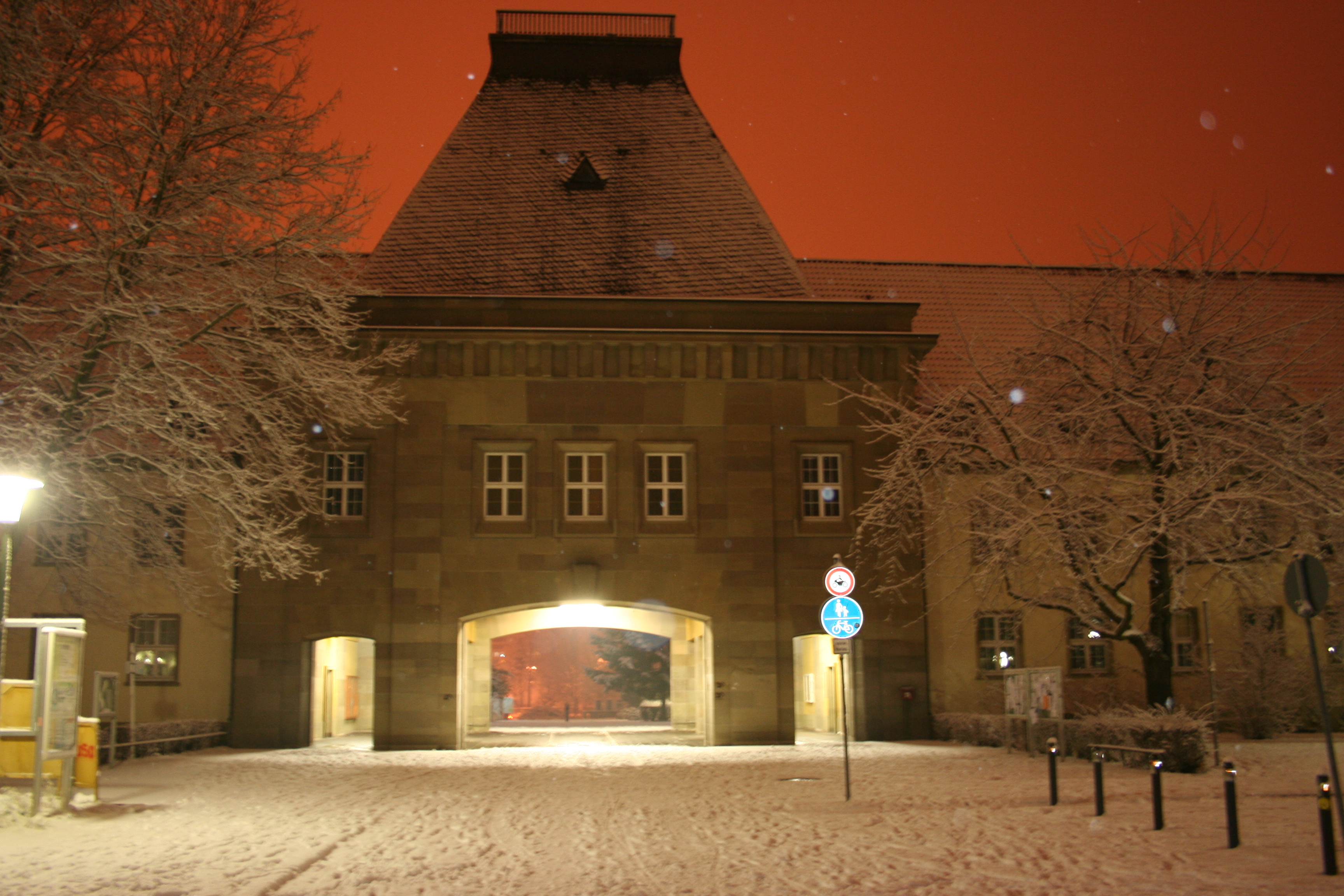
Widok na forum uniwersyteckie

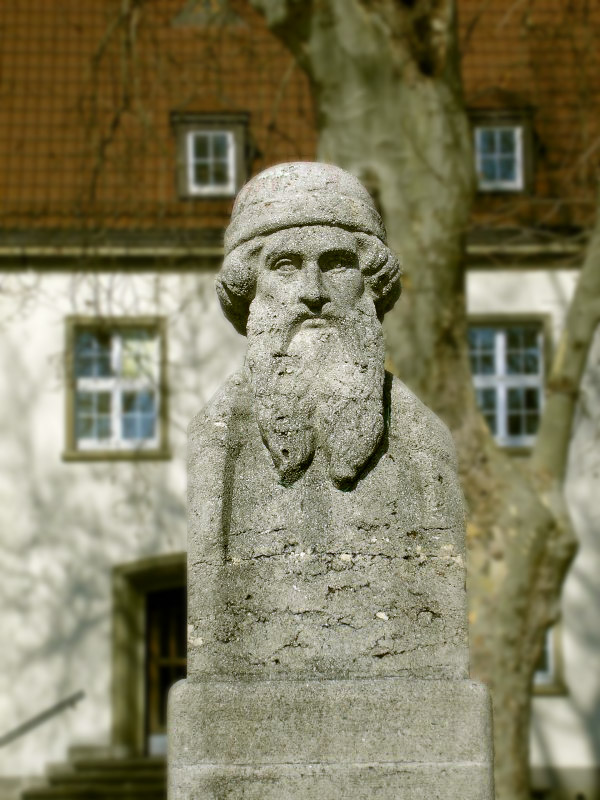
Popiersie Gutenberga na kampusie uniwersyteckim

## Znane osoby związane z moguncką uczelnią
- Johann Joachim Becher (1635–1682)
- Georg Forster (1754–1794)
- Carl Zuckmayer (1896–1977)
- Anna Seghers (1900–1983)
- Fritz Straßmann (1902–1980)
- Fritz Jung (1903–1981)
- Kurt Weber (1928-2015)
- Paul Crutzen (ur. 1933)
- Karl Lehmann (ur. 1936)
- Franz Josef Jung (ur. 1949)
- Włodzimierz Kuroczyński (ur. 1950)
- Stanisław Potrzebowski (ur. 1937)

## Doktorzy honorowi
- Jan Paweł II, 1977[2]
- Andrzej Zoll, 1997[3]